# Charles Hopper Gibson

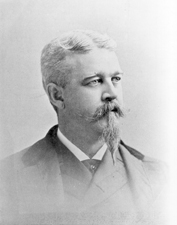
Charles Hopper Gibson

Charles Hopper Gibson (* 19. Januar 1842 bei Centreville, Queen Anne’s County, Maryland; † 31. März 1900 in Washington, D.C.) war ein US-amerikanischer Politiker (Demokratische Partei), der den Bundesstaat Maryland in beiden Kammern des Kongresses vertrat.

## Leben
Nach dem Schulbesuch in Maryland machte Gibson seinen Abschluss am Washington College in Chestertown. Er studierte erfolgreich Jura, wurde 1864 in die Anwaltskammer aufgenommen und begann als Jurist in Easton zu arbeiten.
1867 wurde er von US-Präsident Andrew Johnson zum Steuerfahnder (Collector of internal revenue) für den Ostküstenbezirk von Maryland berufen, doch die offizielle Bestätigung erfolgte nicht. Im Jahr 1870 akzeptierte er die Nominierung zum Staatsanwalt des Talbot County; diesen Posten bekleidete Gibson von 1871 bis 1875.

## Politik
Seine politische Laufbahn begann mit der Wahl ins US-Repräsentantenhaus 1884. Er vertrat den ersten Wahldistrikt von Maryland vom 4. März 1885 bis zum 3. März 1891 in Washington; zur Wiederwahl trat er 1890 nicht an. Dafür wurde er ebenfalls noch 1891 als Nachfolger des verstorbenen Ephraim King Wilson zum US-Senator berufen. Nachdem er unmittelbar nach seinem Amtsantritt für Wilsons verbleibende Amtsperiode bestätigt wurde, gehörte er dem Senat vom 19. November 1891 bis zum 3. März 1897 an. Während dieser Zeit fungierte er als Vorsitzender des Senate Committee on Manufactures.
Nach seinem Ausscheiden aus dem Kongress arbeitete Charles Hopper Gibson wieder als Jurist. Er starb 1900 in Washington und wurde in seinem Heimatort Centreville beigesetzt.